# Ernesto de Fiori
Ernesto de Fiori (* 12. Dezember 1884 in Rom, Italien; † 24. April 1945 in São Paulo, Brasilien) war ein österreichischer Bildhauer, Maler und Zeichner.

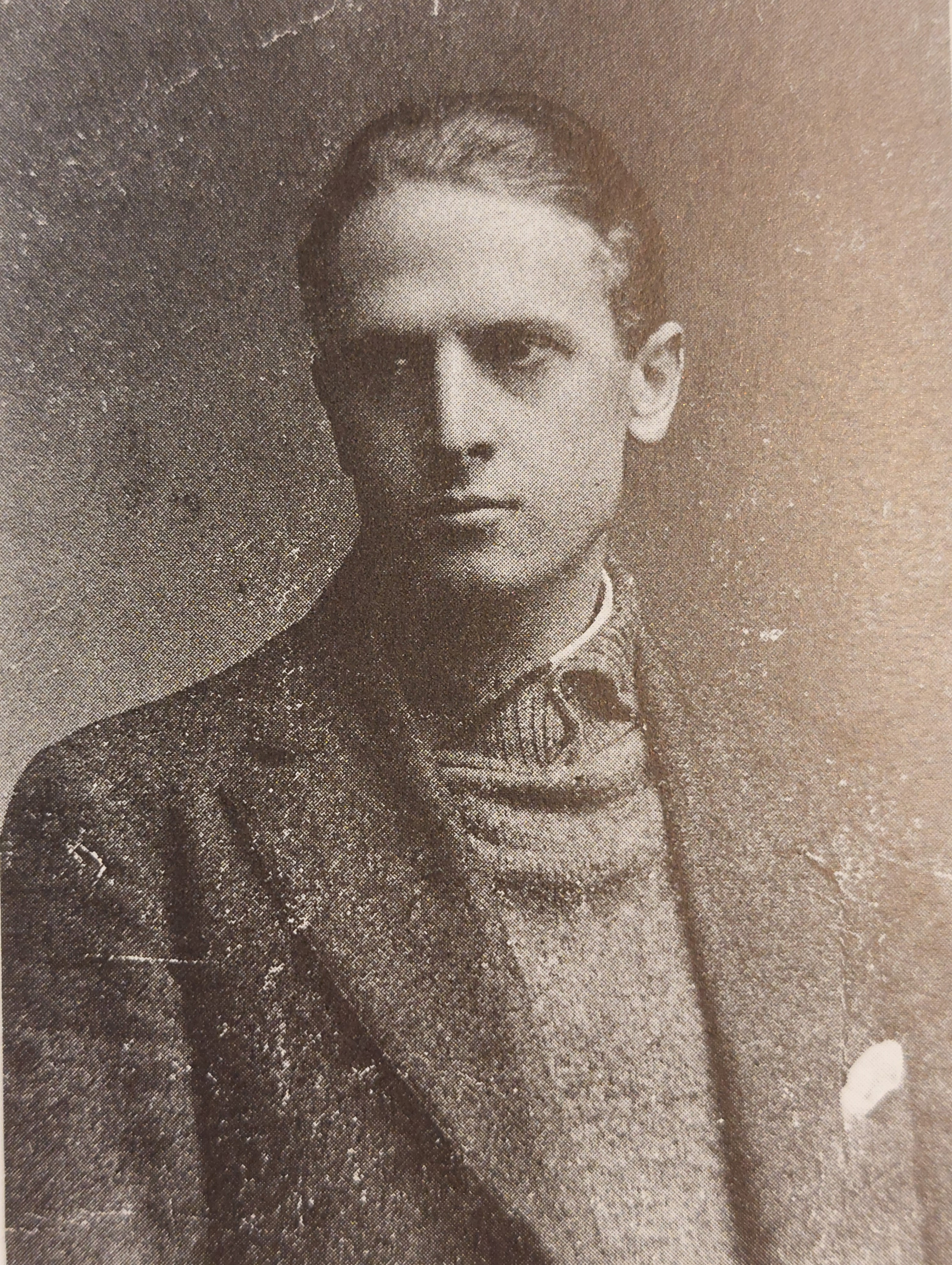
1904

Rom (1907)

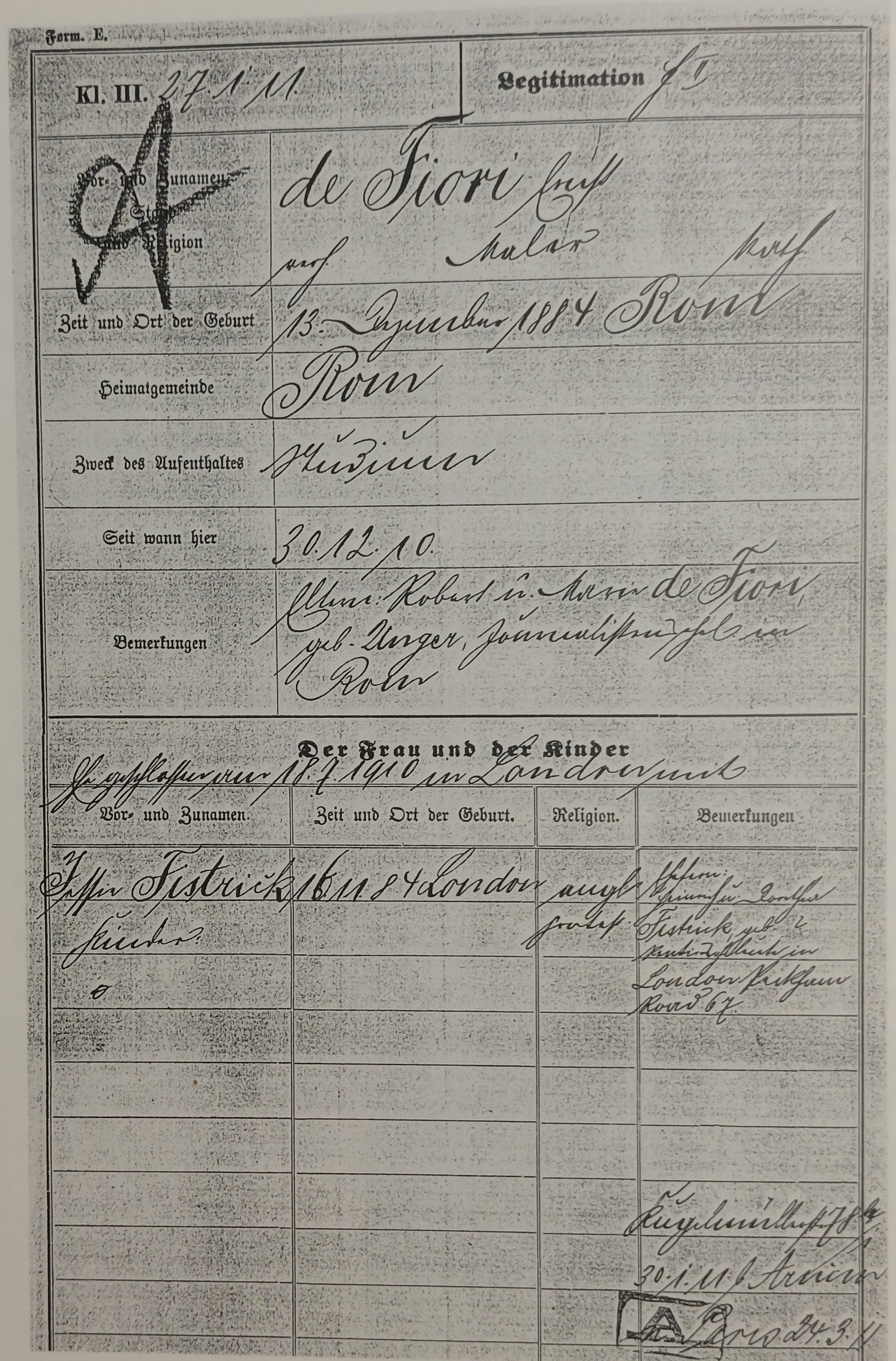
Meldebogen 1911 in München mit leicht abweichenden Lebensdaten

Im Jahr 1917

Schreitender im Saal der Freien Secession bei der Großen Berliner Kunstausstellung 1921

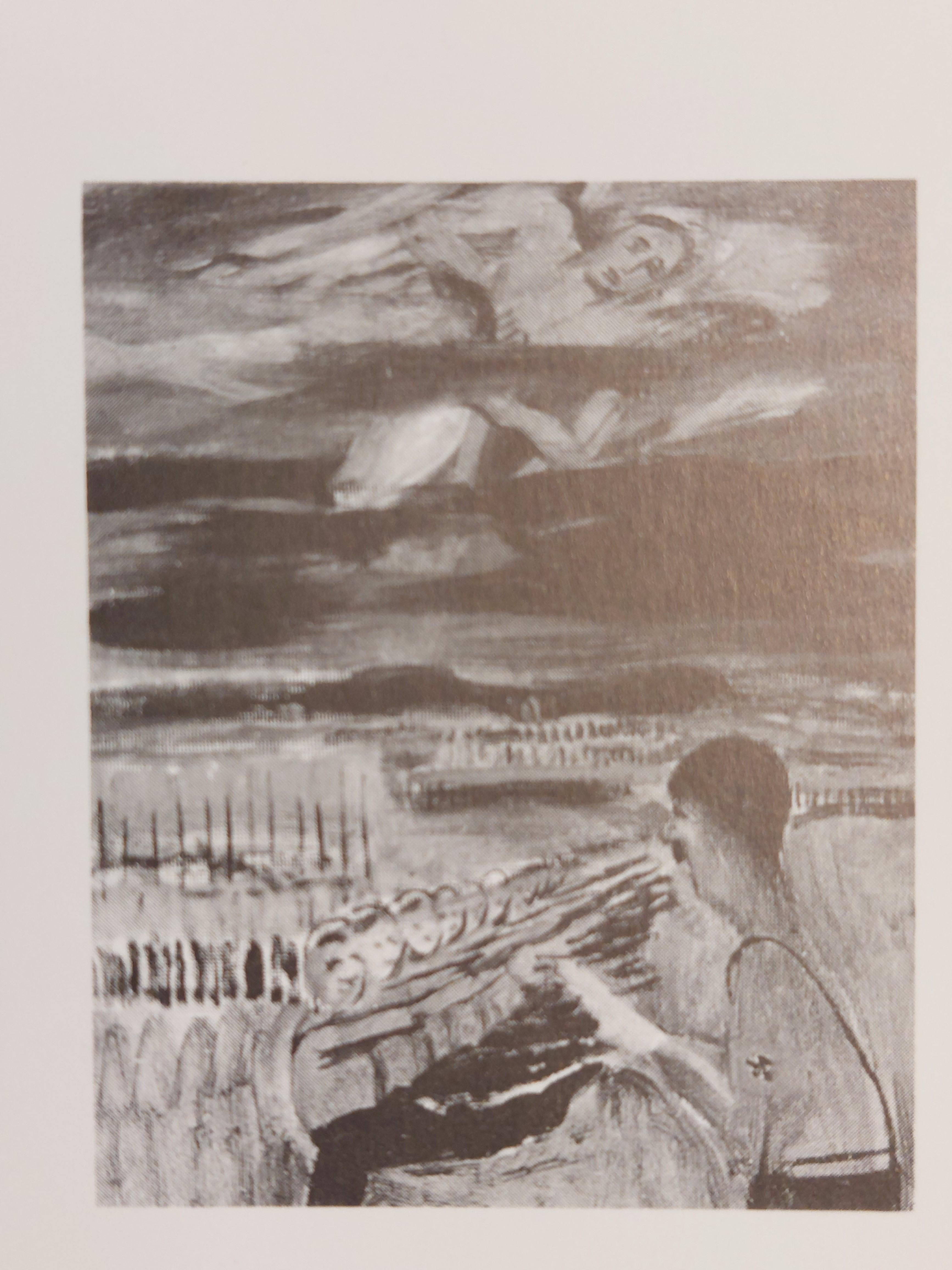
Saudação Hitler (1942)

## Leben
Ernesto de Fiori war ein Sohn des aus Görz stammenden österreichischen Journalisten Robert de Fiori und der Deutsch-Österreicherin Maria Unger. Er studierte von 1903 bis 1905 Malerei an der Akademie der Bildenden Künste in München bei Gabriel von Hackl. Nach seiner Rückkehr nach Rom im Jahr 1905 übte er seine Malerei und Lithographie, inspiriert vom Werk des deutschen Künstlers Otto Greiner, aus. 1907 hatte er in der Villa Strohl-Fern ein Studio. Zu diesem Zeitpunkt malte er noch, erst im Sommer 1911 in Paris kam er zur Bildhauerei, für die er bekannt wurde. Eine prägende und daher erwähnenswerte jahrelange Freundschaft entstand 1909 in München zu Carl und Thea Sternheim.

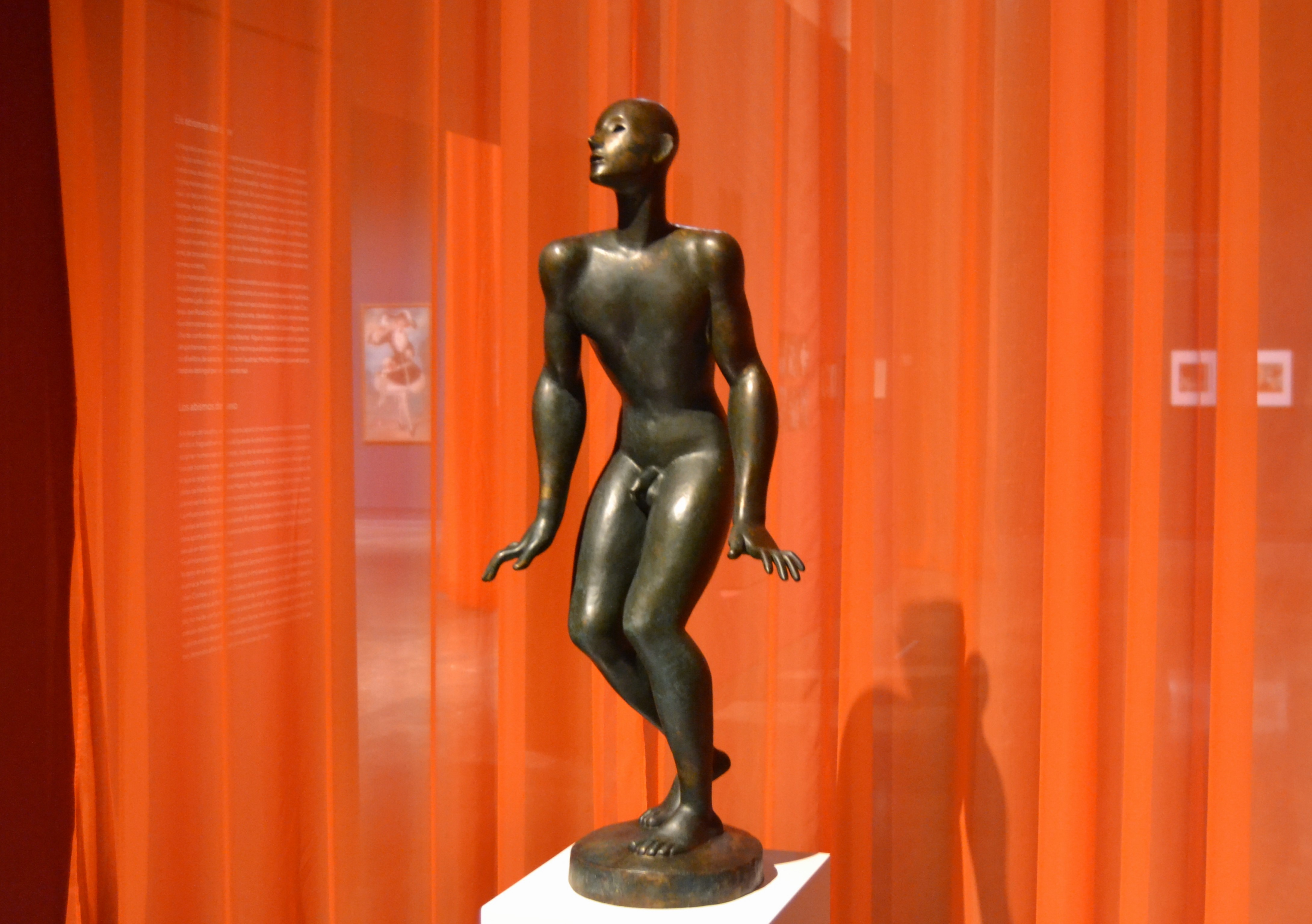
Jüngling (Nijinsky), 1914

In den Jahren von 1911 bis 1914 lebte und arbeitete de Fiori in Paris und verkehrte im Kreis der dort lebenden Schweizer und deutschen Künstler und Intellektuellen. Er traf sich regelmäßig im Café du Dôme mit Hermann Haller, Karl Hofer, Wilhelm Lehmbruck, Heinrich Ehmsen und anderen Künstlern. In Paris entstanden auch seine ersten plastischen Arbeiten, welche er 1912 auf der „Internationale Kunstausstellung des Sonderbundes“ in Köln zeigte. Im Jahr 1914 nahm er teil am Salon des Indépendants und im April in Rom an der internationalen Futuristenausstellung in der Galleria Sprovieri.
Während des Ersten Weltkriegs wurde er der Spionage für Deutschland verdächtigt und 1915 in Frankreich kurzfristig inhaftiert. 1915 kehrte er nach Deutschland zurück, nahm die deutsche Staatsangehörigkeit an und war bis 1917 Soldat.
De Fiori zog im Jahr 1917 nach Zürich und lebte dort bis 1921. Während seiner Zeit in der Schweiz setzte er sich mit dem Dadaismus auseinander. Im Jahr 1921 zog er nach Berlin, hier wurde seine Kunst von der Neuen Sachlichkeit inspiriert; er schloss sich dort der „Freien Secession“ an. Er betätigte sich als Feuilletonschreiber für Tageszeitungen. Künstlerisch hatte er Verbindungen nach Italien zum „Novecento“.

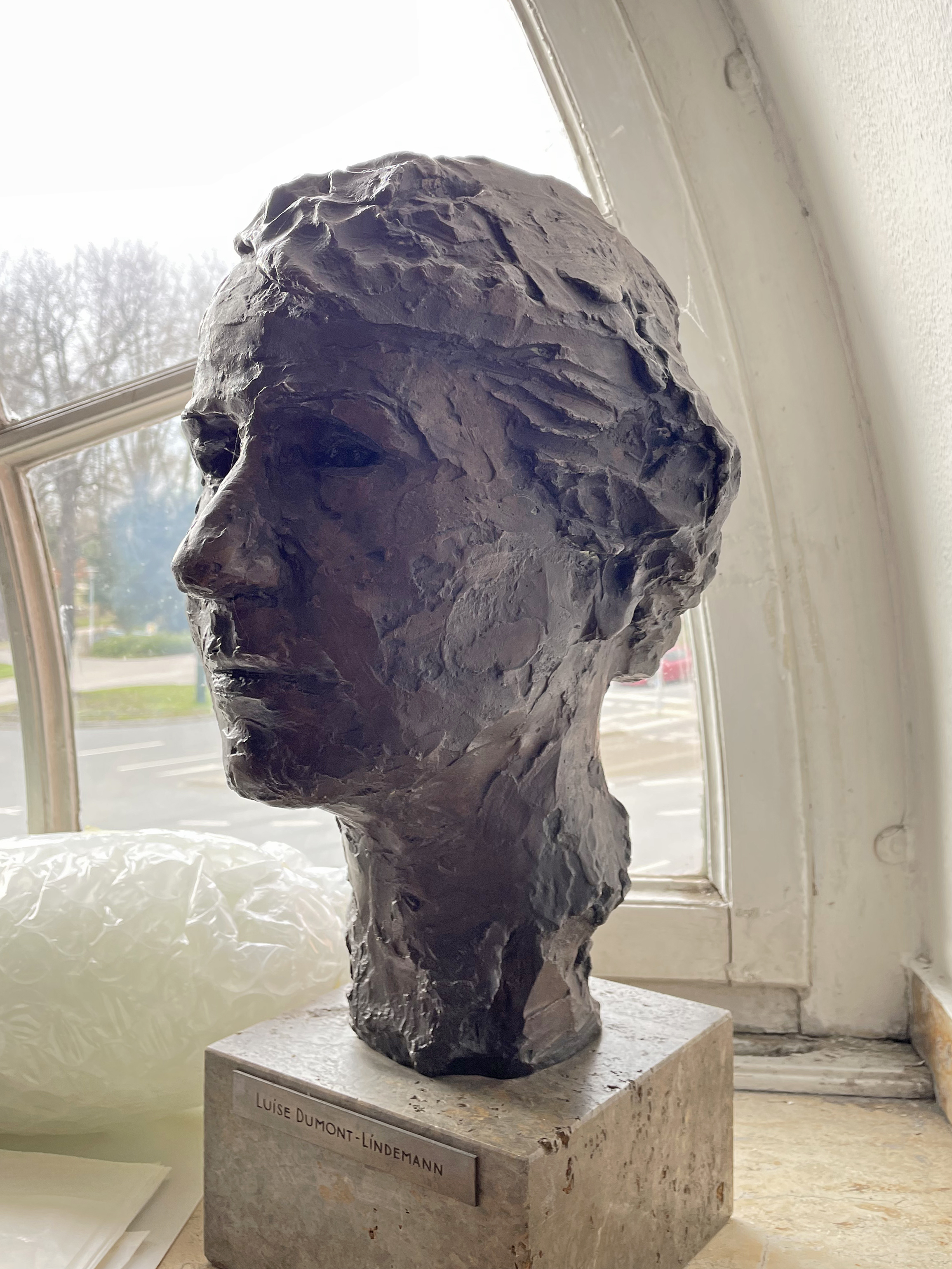
Büste Louise Dumont, Theatermuseum Düsseldorf, 1927

In dieser Zeit, Mitte der 1920er bis Anfang der 1930er Jahre war Ernesto de Fiori in Berlin ein gefragter Porträtist, leistete sich einen Essex. Auf Vermittlung des Kunsthändlers Alfred Flechtheim, den er in Paris kennengelernt hatte, führte er Aufträge für Persönlichkeiten des öffentlichen Lebens aus Kultur, Sport und Politik aus. So waren seine Büsten der Filmdiva Marlene Dietrich oder des Boxidols Jack Dempsey wegen ihrer „spontanen Porträtauffassung“ hochgeachtet. Aus dieser Zeit stammt auch die Bronzebüste von Louise Dumont, die 1955 in Düsseldorf ins Zentrum des Louise-Dumont-Gedenksteins gesetzt wurde. Über Flechtheim gelangte Fioris Selbstbildnis in Bronze von 1923 durch Ankauf von Karl Koetschau im Jahr 1924 in das Museum Kunstpalast.

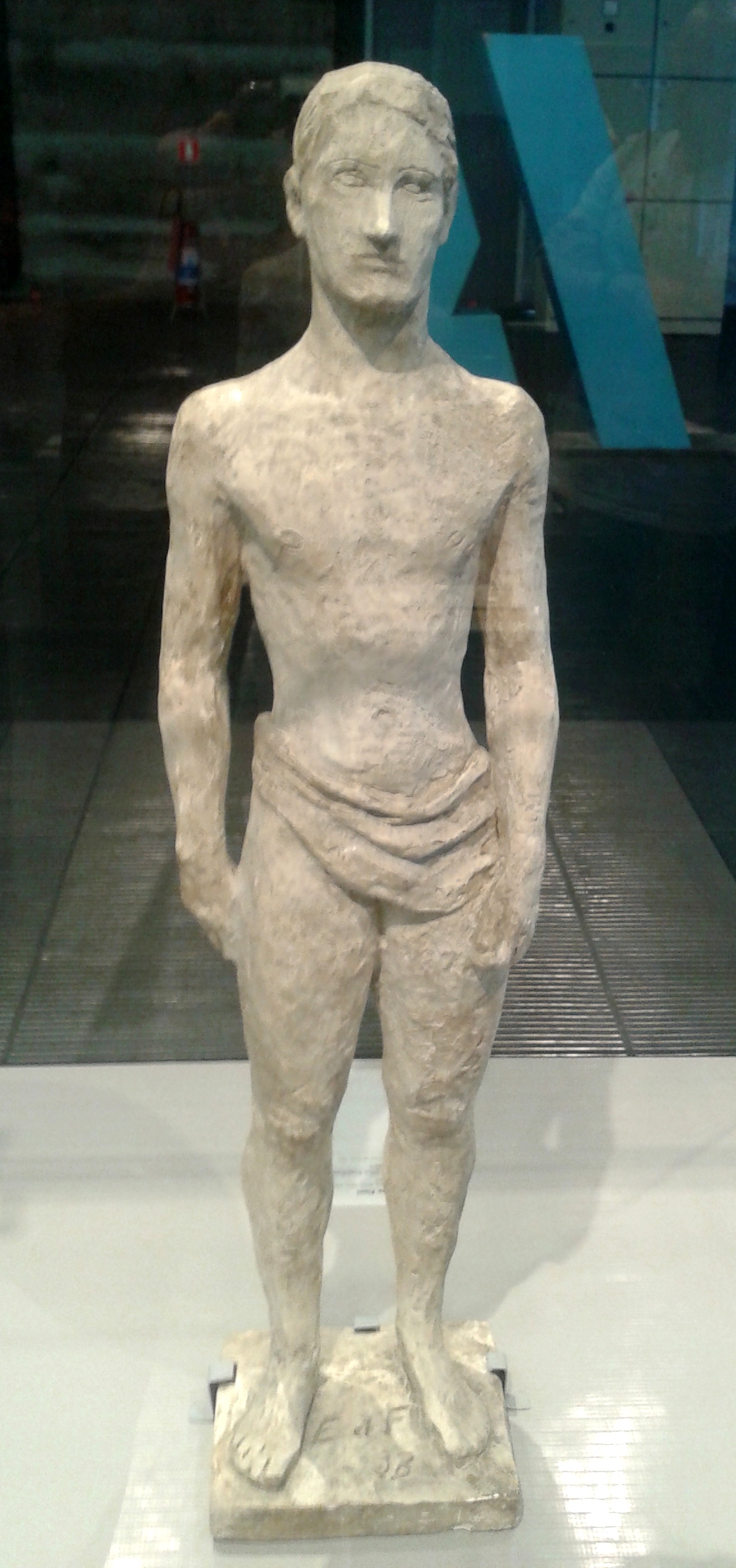
O brasileiro, Museu de Arte de São Paulo, 1938

Das Berliner Adressbuch nannte ihn letztmalig 1936 als Bildhauer in der Buchenstraße 3 im Kielgan-Viertel. 1936 reiste er aus familiären Gründen nach Brasilien und ließ sich in São Paulo nieder, wo er Artikel für italienische und deutsche Emigranten-Zeitschriften schrieb. 1937 wurde in der Nazi-Aktion „Entartete Kunst“ mehrere Plastiken und Grafiken de Fioris aus der Nationalgalerie Berlin (Kronprinzen-Palais), der Skulpturensammlung Dresden, dem Museum für Kunst und Heimatgeschichte Erfurt, der Städtischen Kunstsammlung Gelsenkirchen, der Kunsthalle Hamburg und dem Museum der bildenden Künste Leipzig und der Städtischen Kunsthalle Mannheim beschlagnahmt, um sie anschließend, u. a. über den Kunsthändler Bernhard A. Böhmer, auf dem internationalen Kunstmarkt zu verwerten. Einige der Werke konnten nach dem Ende des Nazi-Regimes sichergestellt und an die Museen zurückgegeben werden.
Im Jahr 1938 realisierte de Fiori eine Reihe von Plastiken, die er teilweise im öffentlichen Auftrag erstellte. In Brasilien malte er in erster Linie und schuf nur noch wenige Plastiken (vor allem Porträts), teilweise wiederholte er alte Motive. Er lebte und arbeitete in São Paulo bis zu seinem Tod am 24. April 1945.
Seine Werke sind international bekannt; sie wurden zum Beispiel postum auf der documenta 1 im Jahr 1955 in Kassel gezeigt.
Zeichnungen und Aquarelle des Künstlers wurden im Teilnachlass seiner zweiten Ehefrau, der Bildhauerin Marta Junghann, mehr als 60 Jahre nach seinem Tod auf dem Dachboden eines bayerischen Gasthofes entdeckt. Werke daraus kamen im Dezember 2014 zur Auktion.

## Werk

### Plastiken
- Jüngling (Bronze, Höhe 184 cm, 1911, WV Vierneisel 4; Kunsthalle Mannheim)[9]
- Ursula, 1912 (verschollen, ehemals Sammlung Alfred Flechtheim)
- Jüngling (Nijinski), 1914 (Privatsammlung)
- Badende, 1917 (Berlinische Galerie)
- Mann (Bronze, Höhe 128 cm, 1918; WV Vierneisel 13; Hamburger Kunsthalle)[10]
- Kniende (Stucco, Höhe 87 cm, 1922; WV Vierneisel 31; u. a. Skulpturensammlung Dresden und Museum der bildenden Künste Leipzig)[11]
- Porträt der Tänzerin Carina Ari (Stucco, grau getönt, Höhe 35,1 cm, 1922; Skulpturensammlung Dresden)[12]
- Selbstbildnis (Bronze, Höhe 29,8 cm, 1923; Skulpturensammlung Dresden)[13]
- Engländerin, 1924 (Georg-Kolbe-Museum, Berlin)
- Bildnis Jack Dempsey, 1925 (Österreichische Galerie Belvedere, Wien)
- Der Boxer Jack Dempsey (Bronze, Höhe 68,5 cm, 1926; Skulpturensammlung Dresden)[14]
- Selbstbildnis, 1926 (Wilhelm-Lehmbruck-Museum, Duisburg)
- Junge Frau, um 1928 (Landesmuseum Oldenburg)
- Mädchen (Stucco, getönt und bemalt, Höhe 57 cm, 1928; Skulpturensammlung Dresden)[15]
- Der Boxer Max Schmeling, 1928 (Neue Nationalgalerie, Berlin)
- Bildnis Reichspräsident Hindenburg, 1928 (Kunstmuseum Düsseldorf)
- Jüngling (Bronze, 1929, aufgestellt 1930 auf dem Rudolf-Wilde-Platz gegenüber dem Rathause in Schöneberg)[16][17]
- Bildnis Marlene Dietrich (Gips bemalt; Höhe 30 cm, 1931; WV Vierneisel 135; Neue Nationalgalerie Berlin)[18]
- Selbstbildnis, 1933 (Berlinische Galerie)
- Bildnis Giuseppe Ungaretti, 1936 (Galleria Nazionale d’Arte Moderna, Rom)
- Selbstbildnis, 1945 (Museu de Arte de São Paulo)

### 1937 als „entartet“ beschlagnahmte Werke de Fioris

#### Plastiken
- Weiblicher Halbakt (wieder im Museum der bildenden Künste Leipzig)
- Bildnis Marlene Dietrich (Gips bemalt 1931; WV Vierneisel 135; wieder in der Neuen Nationalgalerie Berlin)
- Kniende (Stucco 1922; WV Vierneisel 31; beide Exemplare wieder in der Skulpturensammlung Dresden und im Museum der bildenden Künste Leipzig)
- Mann (Bronze 1918; WV Vierneisel 13; wieder in der Hamburger Kunsthalle)
- Jüngling (Bronze 1911, WV Vierneisel 4; wieder in der Kunsthalle Mannheim)

#### Druckgrafik und Zeichnungen
- Schreitender nackter Mann (Radierung, 46,5 × 32 cm)[19]
- Nackter Mann (Lithografie, 38,5 × 18,5 cm)
- Schreitender (Lithografie, 41 × 30 cm)
- Weiblicher Akt (Zeichnung)

## Literatur

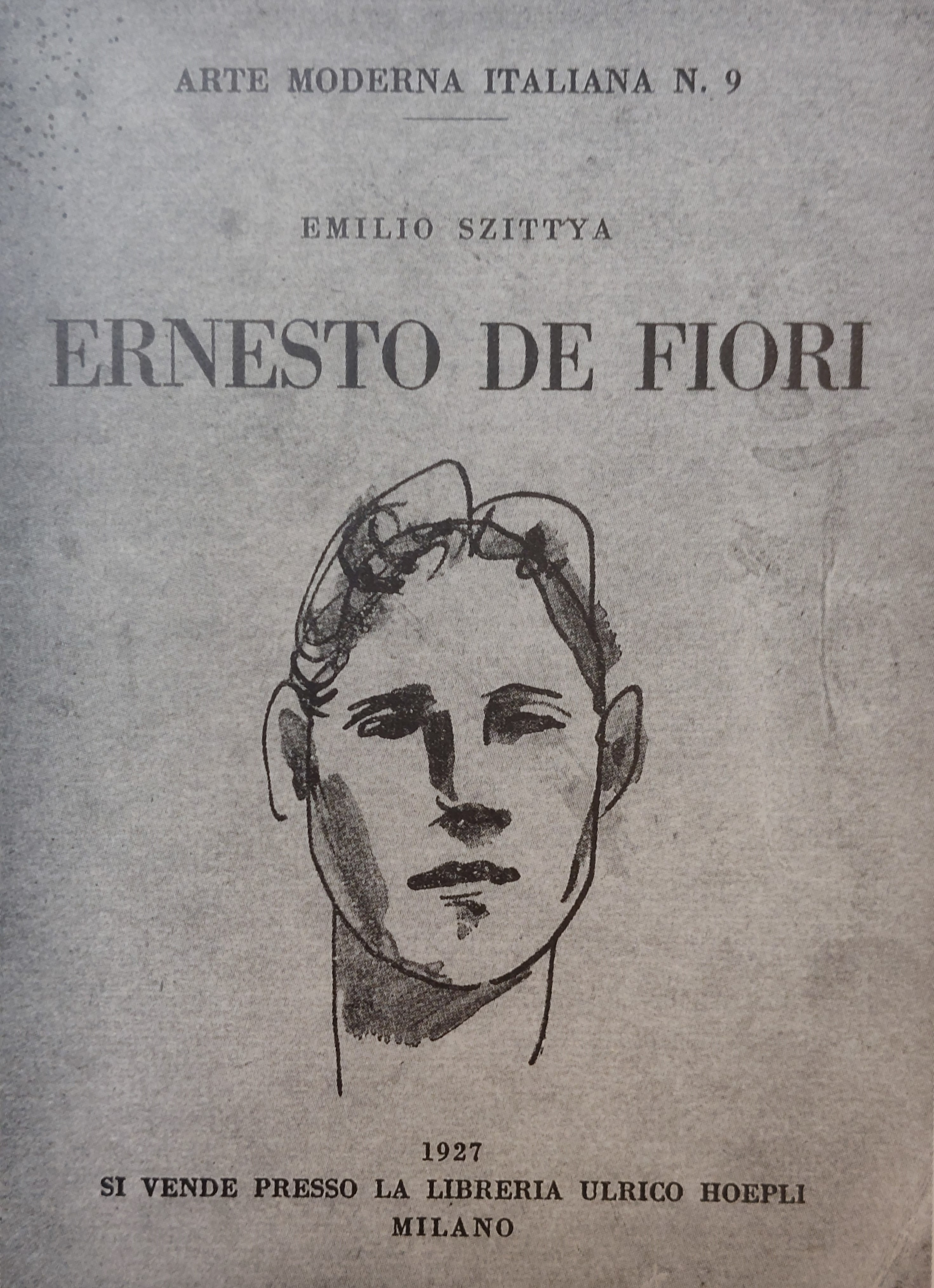
Emilio Szittya (1927)